# Relaciones Argentina-Guatemala
Las relaciones Argentina-Guatemala son las relaciones internacionales entre la República Argentina y la República de Guatemala. Las cuales se establecieron el 7 de octubre de 1918.

## Historia
Argentina y Guatemala mantienen una relación histórica que se remonta varios siglos atrás. Ambos países comparten la herencia cultural de la colonización española, lo que ha influenciado en gran medida la identidad de sus pueblos. Durante la época colonial, tanto Argentina como Guatemala fueron parte del Virreinato del Perú, lo que marcó el comienzo de un vínculo que perdura hasta el día de hoy.

## Comercio e Cooperación internacional
El comercio entre Argentina y Guatemala ha experimentado un crecimiento constante en las últimas décadas. Ambos países han firmado acuerdos comerciales que han facilitado el intercambio de bienes y servicios. Argentina exporta principalmente productos agropecuarios, maquinaria y equipamiento, mientras que Guatemala envía productos textiles, café y frutas a Argentina. Además, empresas de ambos países han realizado inversiones en sectores clave de la economía, lo que ha fortalecido la relación bilateral.
La cooperación internacional entre Argentina y Guatemala se ha enfocado en áreas como la educación, la salud y el desarrollo social. Ambos países han trabajado en conjunto para mejorar la calidad de vida de sus ciudadanos a través de programas de asistencia técnica y capacitación. Además, el intercambio cultural entre Argentina y Guatemala ha permitido la difusión de tradiciones, costumbres y expresiones artísticas de ambos países, lo que ha enriquecido la diversidad cultural de la región.

### Turismo, Arte y patrimonio
El turismo entre Argentina y Guatemala ha experimentado un crecimiento significativo en los últimos años. Argentina es conocida por sus paisajes impresionantes, su rica cultura y su deliciosa gastronomía, mientras que Guatemala ofrece a los visitantes la oportunidad de conocer su patrimonio arqueológico, sus playas paradisíacas y su colorida artesanía. Ambos países han promovido el intercambio turístico a través de campañas de promoción y la firma de acuerdos de cooperación en el sector.
En cuanto al arte y el patrimonio, Argentina y Guatemala cuentan con una amplia variedad de expresiones culturales que reflejan la diversidad de sus pueblos. La literatura, la música, la danza y las artes plásticas son solo algunas de las manifestaciones artísticas que se pueden apreciar en ambos países. Además, Argentina y Guatemala han trabajado en la preservación de su patrimonio histórico y cultural, protegiendo monumentos, sitios arqueológicos y tradiciones ancestrales que forman parte de su identidad.

## Política, diplomacia y defensa
En el ámbito político, Argentina y Guatemala mantienen relaciones diplomáticas estables y cordiales. Ambos países han colaborado en temas de interés común en foros internacionales y han respaldado iniciativas regionales para promover la paz y la seguridad en la región. En materia de defensa, Argentina y Guatemala han realizado ejercicios militares conjuntos y han compartido experiencias en la lucha contra el crimen organizado y el narcotráfico.

## Misiones diplomáticas
- Argentina tiene una embajada en la Ciudad de Guatemala.[10]
- Guatemala tiene una embajada en Buenos Aires.[11]